# Jean-Pierre Guignon

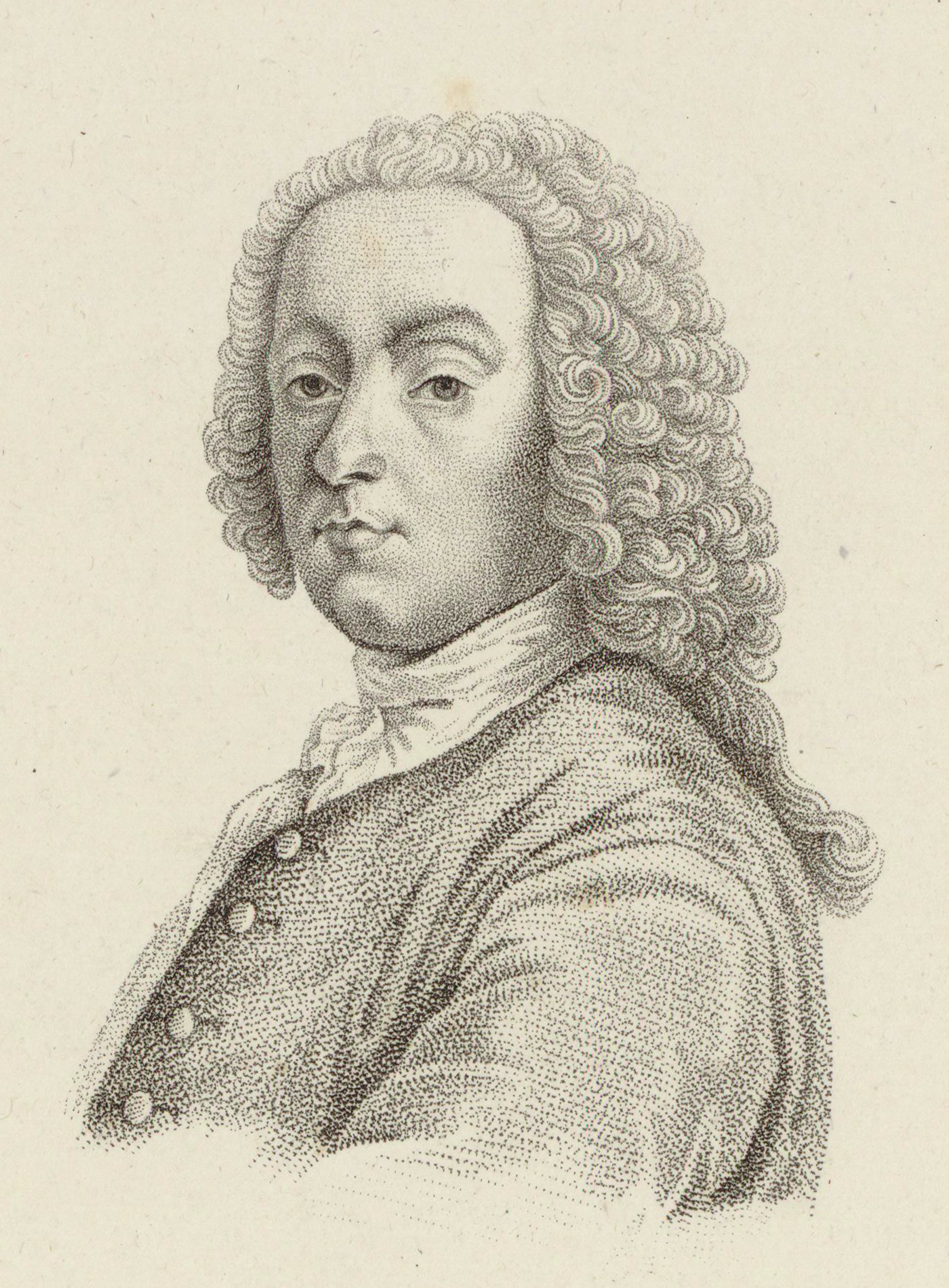
Jean-Pierre Guignon

Jean-Pierre Guignon, född 10 februari 1702 i Turin, Italien, död 30 januari 1774 i Versailles, Frankrike, var en violinist och kompositör. Han flyttade till Paris i unga år, där han av kungen utnämndes till Roi des Violons et Ménétriers. Han komponerade två violinkonserter, samt ett flertal sonater och duos.